# مرض عقلي خطير
يوصف المرض العقلي الخطير (إس إم آي) بأنه أي حالة صحية عقلية تعيق بشكل خطير نشاط أو عدة أنشطة حياتية مهمة. تشمل التشخيصات الشائعة المرتبطة بالأمراض العقلية الخطيرة الاضطراب ثنائي القطب، والاضطرابات الذهانية (مثل الفصام)، واضطراب الكرب التالي للصدمة واضطراب الاكتئاب الشديد. بلغ معدل إصابة البالغين في الولايات المتحدة بأمراض عقلية خطيرة في عام 2017 نسبة 4.5%، وكانت أعلى نسبة للشباب البالغين. وفي عام 2017، طلب 66.7% من البالغين المشخصين بنسبة 4.5% الحصول على خدمات رعاية الصحة العقلية.

## العلاج بالمستشفى
يعاني العديد من المصابين بأمراض عقلية خطيرة من الإنتكاس المؤسسي، وهو عملية قبولهم ثم إعادتهم إلى المستشفى، وتعزى هذه الدورة جزئيًا إلى نقص الدعم المقدم للمصابين بأمراض عقلية خطيرة بعد خروجهم من المستشفى، واللقاءات المتكررة بينهم وبين الشرطة، وسوء التواصل بين الأطباء وضباط الشرطة. يُعد المرضى الذين يعانون من أعراض شديدة أكثر عرضة لطلب خدمات غرفة الطوارئ. ومن المثير للاهتمام، أن المرضى المصابين بالفصام أقل عرضة لخطر دخول المستشفى، يرجع ذلك على الأرجح إلى اللقاءات المتكررة مع مديري الحالات لإدارة الأعراض المزمنة والمستمرة لمرض الفصام.
أنشأ فرع جورجيا للتحالف الوطني للأمراض العقلية (إن إيه إم آي) برنامج فتح أبواب التعافي (أو دي آر) لتقليل حدوث الإنتكاس المؤسسي. أنشأ برنامج فتح أبواب التعافي فريقًا علاجيًا من مهنيّ الصحة العقلية المرخصين والاختصاصين الأقران واختصاصي الأسرة الأقران (أحد أفراد عائلة شخص مصاب بمرض عقلي خطير) لتقليل الانتكاس المؤسسي عن طريق توفير العلاج وضمان السكن الآمن ودعم تعافيهم. سجل مرضى الأمراض العقلية الخطيرة الملتحقين ببرنامج فتح أبواب التعافي دخول أقل إلى المستشفى وأيام أقل في المستشفى مقارنةً بدخولهم المستشفى قبل الالتحاق.
يُرجح طلب كبار السن المصابين بأمراض عقلية خطيرة الحصول على الخدمات الطبية وإقامتهم لفترات أطول في المستشفى مقارنةً بالمرضى الذين يزورون الطبيب بانتظام. يطلب المصابون بأمراض عقلية خطيرة خدمات طبية لمجموعة متنوعة من الحالات الصحية غير العقلية، تشمل مرض السكري، ومرض الشريان التاجي، وفشل القلب الاحتقاني، وأمراض المسالك البولية، والالتهاب الرئوي، وداء الانسداد الرئوي المزمن، وأمراض الغدة الدرقية، وأمراض الجهاز الهضمي والسرطان. يُمكن أن يُعزى ذلك إلى عادات نمط الحياة السيئة المرتبطة بتراجع الصحة العقلية، مثل التدخين وسوء النظام الغذائي وقلة التمارين الرياضية، يتناول الأشخاص المصابين بأمراض عقلية خطيرة عادةً الأدوية المضادة للذهان للتحكم في حالتهم، ولكن يمكن أن يتسبب الجيل الثاني من مضادات الذهان في ضعف التحكم في نسبة السكر في الدم لمرضى السكري، ما يزيد من المضاعفات لدى هذه الفئة. تعد مضادات الذهان من الجيل الثاني، والمعروفة أيضًا باسم مضادات الذهان غير التقليدية، أدوية مستخدمة بفعالية في علاج الأعراض الإيجابية (مثل الهلوسة والوهام) والسلبية (مثل العاطفة الموحدة وقلة الدافع) لمرض الفصام. يعني هذا أن المصابين بأمراض عقلية خطيرة ومرض السكري يعاد إدخالهم بشكل متكرر إلى المستشفيات بعد شهر واحد من دخولهم الأول إلى المستشفى. والجدير بالذكر أن المصابين بأمراض عقلية خطيرة يملكون تقارير متزايدة عن الانهيار وتعاطي المخدرات، بما في ذلك إدمان الكحول.